# Ernie Sabella
Ernie Sabella (Westchester County, 19 september 1949) is een Amerikaanse acteur en komiek. Hij is vooral bekend om zijn rol als Pumbaa uit de The Lion King-franchise, waarbij hij het personage in alle media uitspreekt, behalve de film uit 2019. Sabella's televisierollen zijn onder meer Mr. Donald "Twinkie" Twinkacetti in Perfect Strangers (1986-1987) en Leon Carosi in Saved by the Bell (1991). Zijn werk op Broadway omvat onder andere de hoofdrol van Sancho Panza in Man of La Mancha (2002).
In 1996 ontving Sabella een Emmy Award-nominatie voor het inspreken van de stem van Pumbaa voor de animatieserie Timon & Pumbaa.

## Filmografie
*Exclusief televisiefilms tenzij aangegeven
- City Heat (1984)
- Tough Guys (1996)
- Fright Night Part II (1988)
- Faith (1990)
- Going Under (1991)
- The Lion King (stem, 1994)
- Quiz Show (1994)
- Roommates (1995)
- Around the World with Timon & Pumbaa (stem, 1996)
- In & Out (1997)
- Mousehunt (1997)
- The Lion King II: Simba's Pride (stem, 1998)
- The Out-of-Towners (1999)
- Mickey's Magical Christmas: Snowed in at the House of Mouse (stem, 2001)
- The Lion King 1½ (stem, 2004)
- Listen to Your Heart (2010)
- The Challenger (2015)
- Bakery in Brooklyn (2016)

## Televisieseries
*Exclusief eenmalige gastrollen
- Hill Street Blues (1983-1987)
- It's Your Move (1984-1985)
- Perfect Strangers (1986-1987)
- Roxie (1987)
- A Fine Romance (1989)
- Saved by the Bell (1991)
- Timon & Pumbaa (stem, 1995-1999)
- Encore! Encore! (1998-1999)
- The Practice (1999-2001)
- Find Out Why (stem, 2000)
- Providence (2000)
- Disney's House of Mouse (stem, 2001-2002)
- The Lion Guard (stem, 2016-2019)

## Computerspellen
- Animated Storybook: The Lion King	Pumbaa (stem, 1995)
- Timon & Pumbaa's Jungle Pinball (stem, 1995)
- The Lion King: Activity Center (stem, 1995)
- Timon & Pumbaa's Jungle Games (stem, 1995)
- The Lion King II: Simba's Pride Active Play (stem, 1998)
- The Lion King: Simba's Mighty Adventure (stem, 2000)
- Timon & Pumbaa Virtual Safari (stem, 2003)
- Who Wants to be King of the Jungle (stem, 2004)
- Kingdom Hearts II (stem, 2005)
- Kingdom Hearts II Final Mix (stem, 2007)

## Attracties in attractieparken
- Circle of Life: An Environmental Fable (stem, 1995-2018)
- Wild About Safety (stem, 2008-2013)

## Theaterwerk
- The Robber Bridegroom (1976-1977)
- Little Johnny Jones (1982)
- Guys and Dolls (1992)
- A Funny Thing Happened on the Way to the Forum (1996)
- Chicago (1996-heden)
- Man of La Mancha (2002)
- Sweet Charity (2004-2005)
- Curtains (2007-2008)